# UGC 5044
Arp 237 = UGC 5044 ist ein interagierendes Galaxienpaar im Sternbild Leo, welche rund 383 Millionen Lichtjahre von der Milchstraße entfernt. Das Galaxienpaar ist ein Teil der Galaxiengruppe Hickson 38.
Halton Arp gliederte seinen Katalog ungewöhnlicher Galaxien nach rein morphologischen Kriterien in Gruppen. Diese Galaxie gehört zu der Klasse Galaxien mit Anzeichen für eine Aufspaltung.